# Antônio Delfim Netto

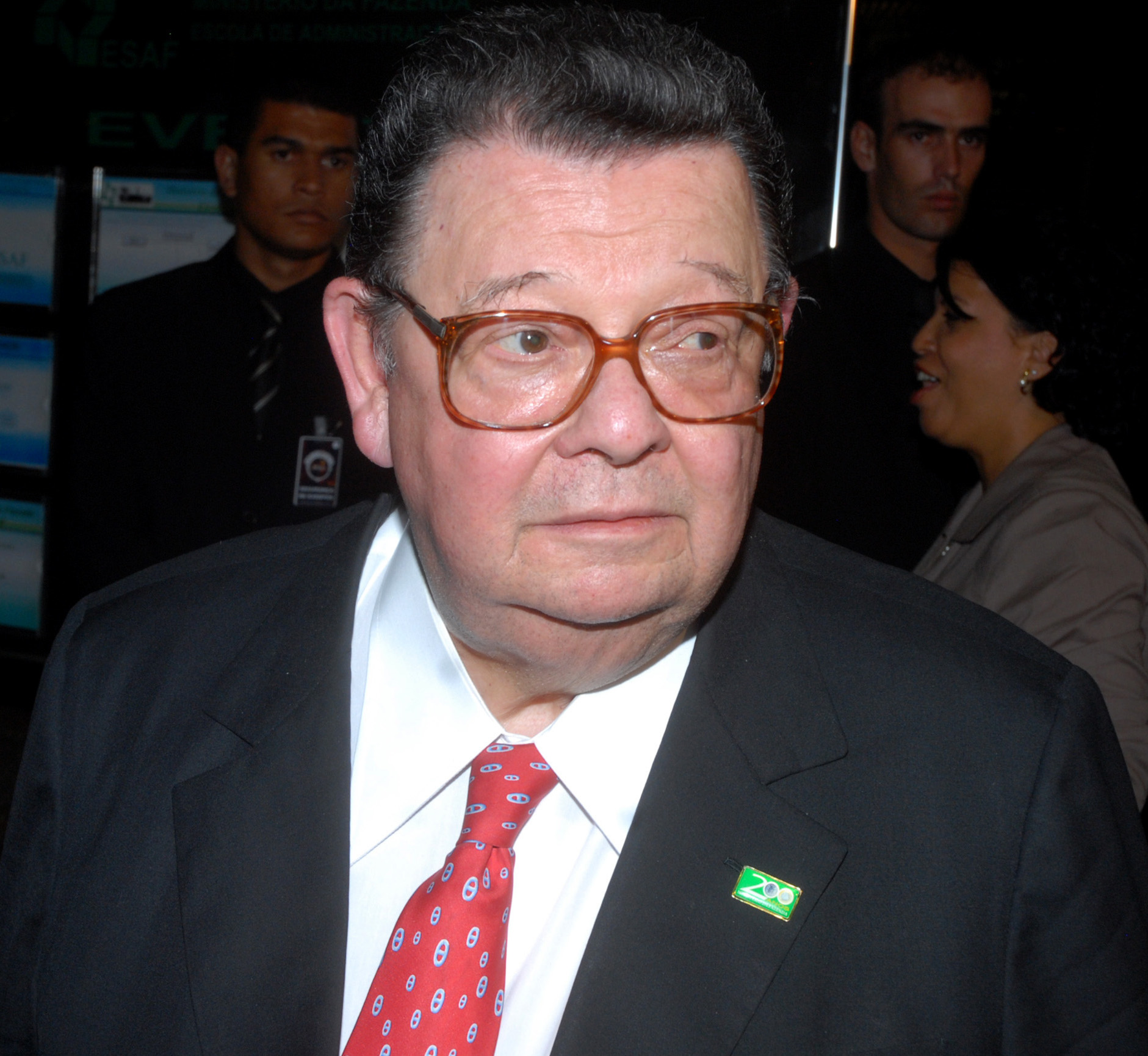
Antônio Delfim Netto

Antônio Delfim Netto (ur. 1 maja 1928 w São Paulo, zm. 12 sierpnia 2024 tamże) – brazylijski polityk i ekonomista, profesor uniwersytetu w São Paulo, sprawował urząd ministra finansów (1967-1975), a następnie ministra planowania (1979-1985). Kierował polityką gospodarczą rządów wojskowych.